# Geert van Bruaene
Geert van Bruaene, né à Courtrai le 23 juin 1891 et mort à Bruxelles le 22 juillet 1964, est un galeriste, brocanteur et tenancier de bistrots belge qui fut proche des écrivains et peintres surréalistes de Bruxelles ainsi que des artistes du groupe Cobra.

## Biographie
Comme le souligne Henri-Floris Jespers, « il est difficile de trouver des informations précises sur Geert van Bruaene (...) et ses entreprises diverses. Compagnon de route des surréalistes bruxellois et de Cobra, auréolé de ses relations avec des icônes artistiques incontournables, de Paul van Ostaijen et René Magritte à Dubuffet et Hugo Claus, il était inévitable qu’une légende se fût créée autour de ce personnage truculent.(...) Homme attachant mais roublard, esprit frondeur et volontiers mystificateur, provocateur par conviction et légèrement faussaire (tant par nécessité que par goût), il fut à sa manière un passeur discret (et distrait) entre les avant-gardes francophones et néerlandophones. »

### Avant la Seconde Guerre mondiale

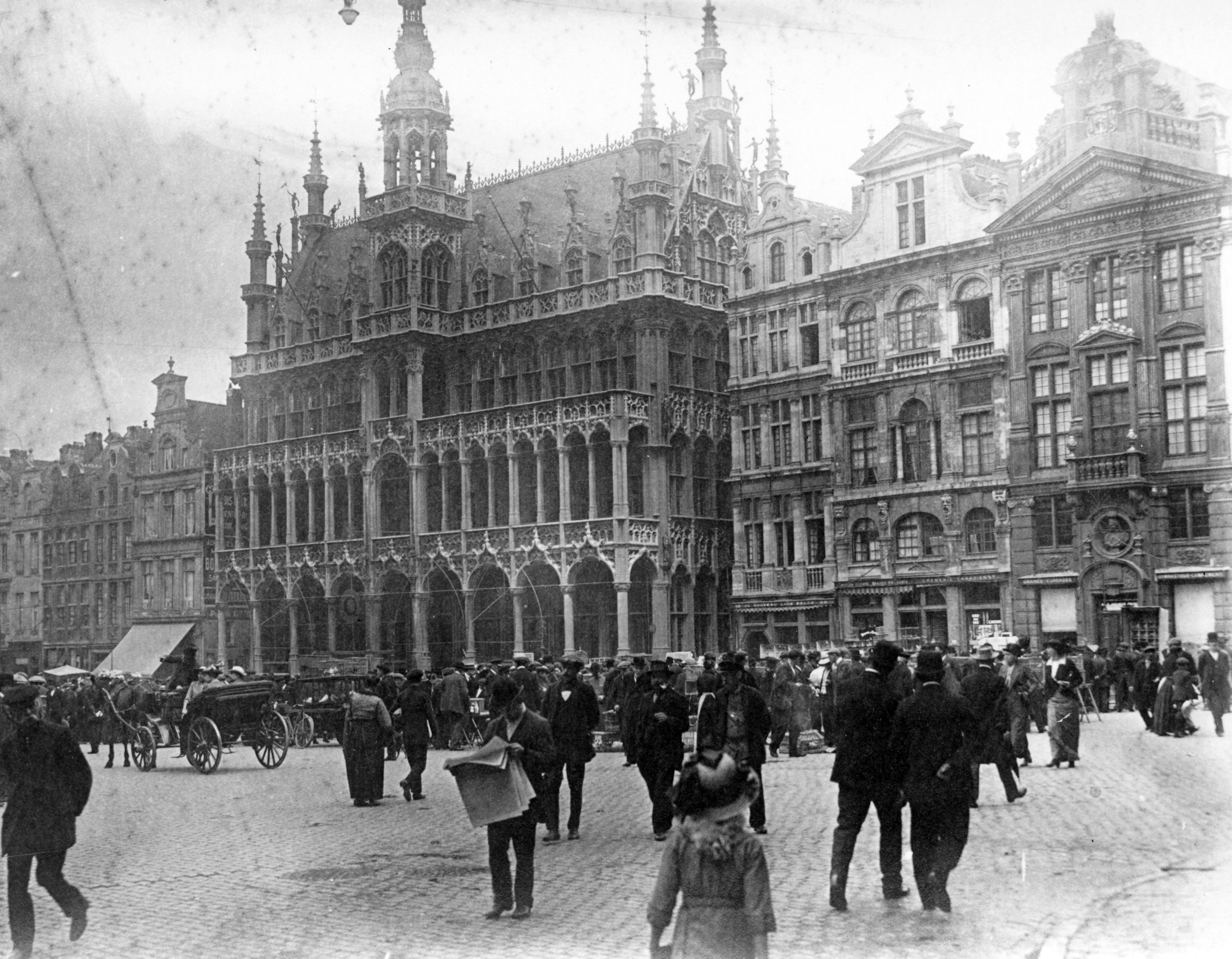
Grand-Place de Bruxelles, 1917.

Geer (qui signera souvent Gérard) van Bruaene arrive à Bruxelles avec ses parents vers 1905. D'abord acteur au théâtre royal flamand de Bruxelles et au théâtre de l'Alhambra, il se fait connaître comme galeriste, tenancier de bistrots et aussi brocanteur. Il donne aux galeries qu'il ouvre, et ferme de faillite en faillite, des noms pittoresques. À la Galerie du Parlement, il expose Félicien Rops et James Ensor. Au Cabinet des estampes philosophiques  Maldoror qu'il crée en 1921, galerie composée de deux salles d'exposition et située dans l'hôtel Ravenstein, dont Michel de Ghelderode est le gérant, il vend à des prix dérisoires des œuvres de George Grosz, Otto Dix, Constant Permeke, Kandinsky, Paul Klee, Magritte, Victor Servranckx, Kurt Schwitters, Arp.
Avec son ami Paul van Ostaijen d'octobre 1925 jusqu'en mars 1926, puis avec Camille Goemans jusqu'à la fin de l'année 1927, il dirige la galerie À la Vierge poupine dans la rue de Namur, réinstallée 32 avenue Louise. Il y organise des expositions, notamment de la série de collages L'Histoire naturelle de Max Ernst, et Van Ostaijen y donne des conférences sur l'art moderne et la poésie. En octobre 1925, van Bruaene est l'un des protagonistes, avec Camille Goemans, René Magritte, E. L. T. Mesens et Paul Nougé, du tumulte qui bouleverse la représentation de Tam-Tam de Géo Norge.

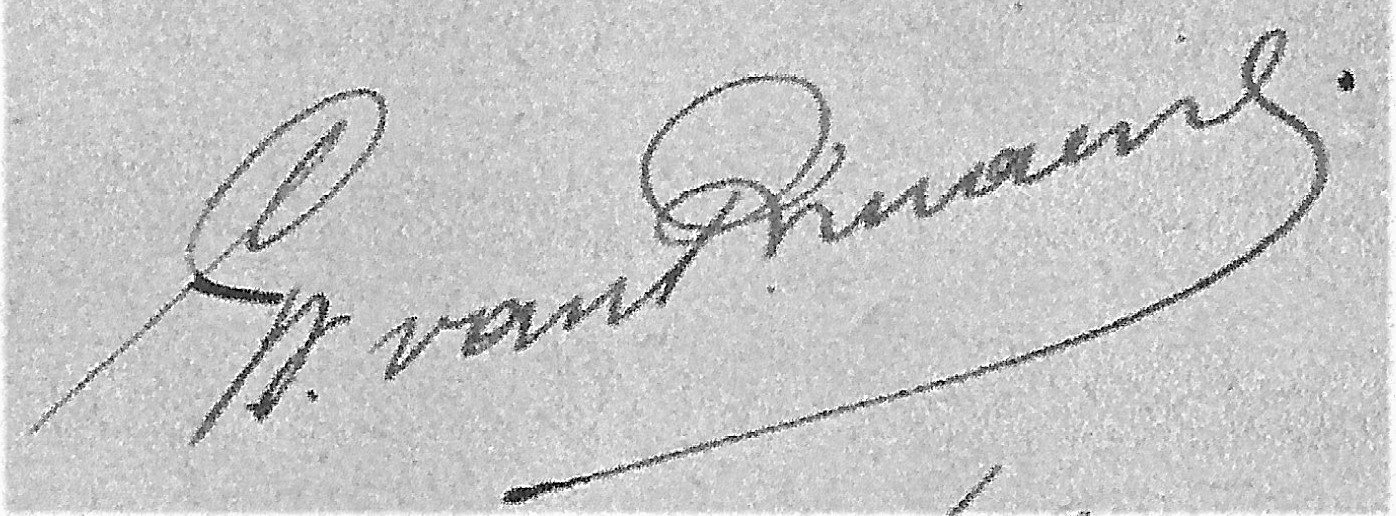
Signature de Geert van Bruaene en 1922

Suivirent La Galerie de la Pépinière, Le Jabot de pluie, Le Vase de Soissons. Dans les années 1930 van Bruaene adopte avec sa compagne Marietje Cleren, elle-même patronne de café (De Hoef à Uccle, La Belle Étoile  à Woluwe-Saint-Pierre), la formule bistrot-galerie-brocante pour À l’imaige Nostre-Dame, Impasse des Cadeaux, rue du Marché aux Herbes, « qu'il décorait lui-même, couvrant les murs d'un bric-à-brac affolant, où se mêlaient objets trouvés, peintures naïves, découpages de revues et de journaux, ainsi que des inscriptions manuscrites reproduisant ses aphorismes préférés ». « Que je dise tout de même », dit Louis Scutenaire, « que, à l’époque où tout le monde tenait ça pour des croûtes innommables, Gérard vendait les expressionnistes allemands, que c’est lui qui a répandu – on peut dire en Europe et, peut-être dans le monde, des gens comme Klee, comme Schwitters, comme Kokoschka, et quelques autres, et Arp ». Ses entreprises « financièrement catastrophiques, mais nourries d'une incomparable ferveur », écrit Patrick Waldberg, « furent les premières à glorifier Magritte en un temps où les "experts" et les "gens de goût" radiaient son nom des cadres de l'art ».
Durant le mois de mars 1925 Geert van Bruaene est également le créateur à Bruxelles, avec Paul Nougé, d'une des premières tentatives de ciné-club, à la « Salle Nouvelle », 11 rue Ernest Allard, au Grand Sablon, où sont projetés les films d’Abel Gance (La Dixième Symphonie), de D. W. Griffith (Le Lys brisé) et de Marcel L'Herbier (El Dorado).

### Après la Seconde Guerre mondiale

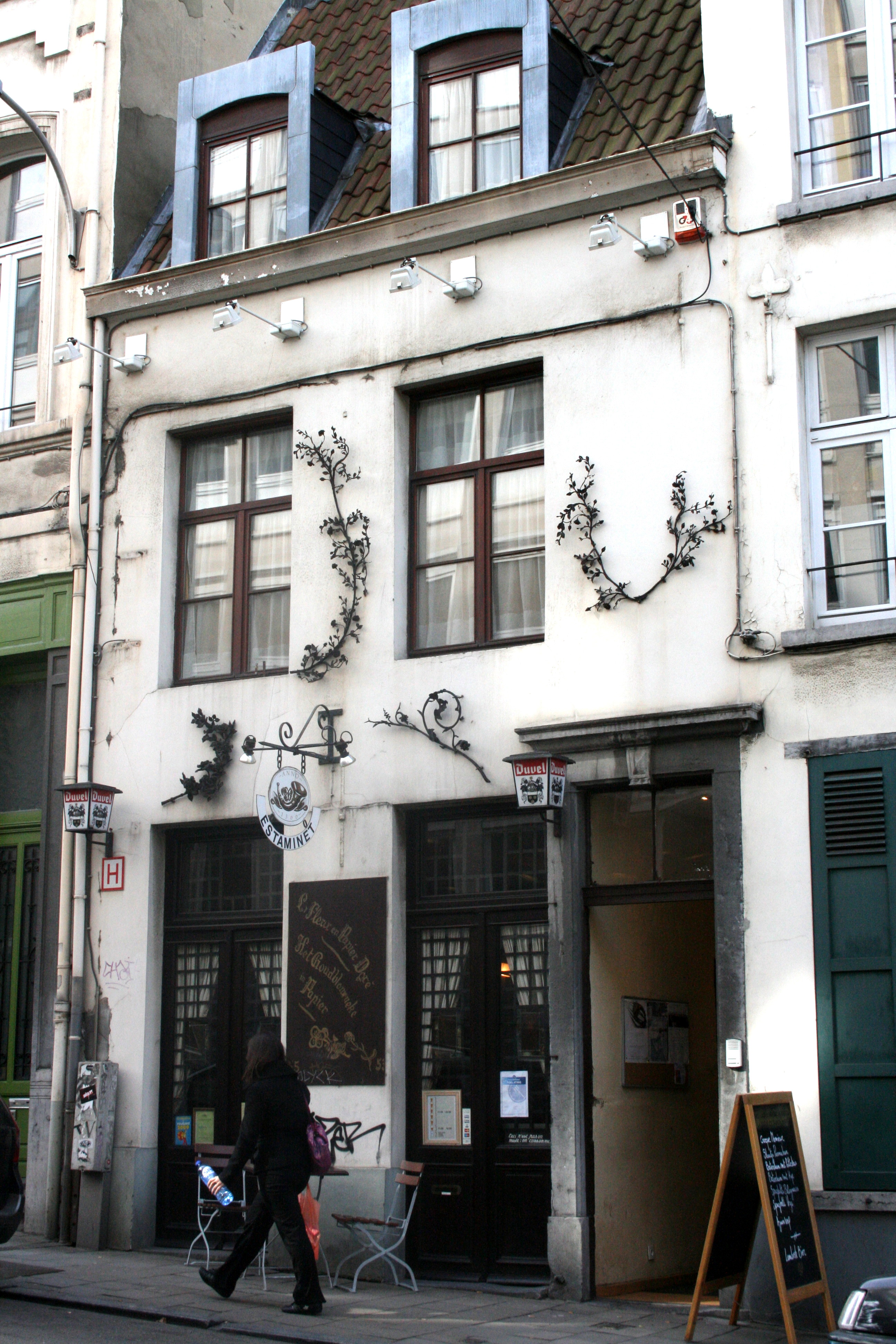
La Fleur en papier doré, 55 rue des Alexiens, en 2008.

En octobre 1944 le Centre public d'action sociale de Bruxelles octroie à la compagne de van Bruaene, Marietje Cleren, patronne de café, la location de l'ancien Café des artistes au 55 rue des Alexiens afin d’y créer, selon sa proposition, une auberge à l’ancienne, de caractère folklorique, présentant des expositions permanentes de tableaux populaires et Geert van Bruaene y ouvre  La Fleur en papier doré, café littéraire et artistique, que fréquentent notamment Paul Nougé, René Magritte, Marcel Mariën, Robert Goffin, Louis Scutenaire, Paul Colinet.
En décembre 1949, Gérard van Bruaene ouvre une nouvelle boutique, Le Diable par la Queue, au 12 de la rue de l’Homme-Chrétien. Pour son inauguration il organise une exposition de dessins et de peintures de son ami Jean Dubuffet. Une affiche-invitation est tirée en photolithographie ainsi qu’un catalogue, dénommé « Mémorial », de huit pages calligraphiées, avec trois lithographies de Dubuffet. La boutique est rapidement rebaptisée L’Agneau moustique et van Bruaene y expose notamment des peintres modernes congolais (entre autres les précurseurs Lubaki et Djilatento).
Le 8 mars 1953, les surréalistes bruxellois organisent un banquet à La Fleur en papier doré pour fêter le retour de Marcel Mariën, parti comme commis de cuisine à bord d’un cargo suédois. La photographie de groupe réalisée par l’antiquaire Albert van Loock sur le perron, est l'un de leurs portraits les plus connus des surréalistes belges, rassemblant, autour de van Bruaene dans son fauteuil, Marcel Mariën, Camille Goemans, Irène Hamoir, Georgette Magritte, E. L. T. Mesens, Louis Scutenaire, René Magritte et Paul Colinet. Une seconde photographie est probablement faite par Georgette Magritte
Dans les années 1950, sans faire lui-même partie du Mouvement CoBrA , Gérard van Bruaene  se fait des amis de Lucebert, Karel Appel, Pierre Alechinsky, mais aussi de Christian Dotremont, Pol Bury, Hugo Claus (qui fête en présence de Corneille le 26 mai 1955 ses noces avec Elly Overzier à La Fleur en papier doré), Louis Paul Boon, Simon Vinkenoog et Jan Walravens, rédacteur en chef de la revue Tijd en Mens dont l'équipe se réunit  à La Fleur en papier doré.

## Portraits
- Dans le roman « Boulevard Jacqmain d'Irène Hamoir édité en 1953, les surréalistes belges apparaissent sous des surnoms plus ou moins transparents : « Paul Nouguier » pour Paul Nougé, « Gritto » pour René Magritte, « Maître Bridge » pour Louis Scutenaire, « Édouard Massens » pour E. L. T. Mesens, « Bergère » pour Georgette Magritte, « Marquis » pour Paul Magritte, « Sourire » pour André Souris, « Monsieur Marcel » pour Marcel Lecomte, « Evrard » pour Geert van Bruaene.
- « Il était né à Courtrai, en 1891, dans l'une de ces maisons minuscules d'où l'on s'attend toujours à voir sortir des fées ou des farfadets. De la fée et du farfadet, ce petit homme rond et rose aux vêtures si personnelles avait d'ailleurs toute la malice et le charme. » (Irène Hamoir, dans Le Soir, Bruxelles, 23 juillet 1964, p. 2)
- Jane Graverol peint en 1964 La Goutte d'eau, où sont réunis les portraits des surréalistes belges, dont celui de Geert van Bruaene, en chapeau (à la droite d'Irène Hamoir et Louis Scutenaire, au-dessus de Magritte). Le tableau est conservé au Musée des Beaux-Arts de Liège.

## Publications
Geert van Bruaene utilise de nombreux pseudonymes notamment: Gérard, Zérar, Le petit Gérard, Gérard l'absolu, Gérard le bistrot, Gérard le brocanteur, Henry de Lagardère, Gédéon la crapule.
- Selon Henri-Floris Jespers, Magritte et Marcel Mariën tentèrent, en vain, dès 1941 de convaincre van Bruaene de publier ses aphorismes, autrement que par des affiches manuscrites au-dessus de son comptoir, aux éditions de L'Aiguille aimantée que dirige Mariën à Anvers (et qui publient la même année Moralité du sommeil d'Éluard. Magritte déplore que van Bruaene ne paraisse pas « très enthousiaste car le projet en question me plaît énormément et redresserait, à mon avis, le niveau de ce que l'on publie généralement ». Annonçant leur visite à van Bruaene, Magritte et Mariën espèrent pouvoir le convaincre. Scutenaire qui les accompagnera lui écrit que l’édition de ses aphorismes « serait un moment de charme et d’utilité » et n’entraînerait pour leur auteur « aucuns débours ni frais, bien entendu » : « Nous nous étions attachés à ce projet avec tant de cœur que nous avions déjà trouvé un titre à te soumettre ainsi qu’un projet de frontispice par Mag (renversant). [...] J’espère que les motifs de modestie que tu invoques dissimulent une authentique paresse (d’ailleurs éminemment respectable) dont tu parviendras pourtant à tirer parti en t’en départant pour les quelques minutes nécessaires à coucher le texte »[15]. Parmi les aphorismes de van Bruane, « Tout homme a droit à vingt-quatre heures de liberté par jour » ou « Nous ne sommes pas assez rien du tout ». Scutenaire en reprend quelques autres dans son René Magritte (Bruxelles, Librairie Sélection, 1947 [texte daté de 1942]. Repris dans Avec Magritte, Bruxelles, Lebeer-Hossmann, 1977; réédition augmentée, L'Atelier contemporain, 2021, p. 29).
- Le petit Gérard, Ole Com Bove (« L’huile remonte à la surface »), La fleur en papier doré, 1951, 50 pages[16].
- Geert van Bruaene, Six petites histoires banales de petit bistrot racontées par le petit Gérard et deux petits textes pour commencer et pour finir, La Fleur en papier doré, rue des Alexiens, 1953, 21 pages.
- En 1953 et 1954 René Magritte publie dans La Carte d'après nature, revue généralement sous forme de cartes postales qu'il dirige (dix numéros d'octobre 1952 à avril 1956 et deux numéros spéciaux en 1954), quelques aphorismes ou « annonces » de Geert van Bruaene[17].
- Jane Graverol, textes de Paul Colinet, De Angelis, Irine (Irène Hamoir), Marcel Lecomte, René Magritte, Marcel Mariën, Louis Scutenaire et Geert van Bruaene, Temps mêlés, Verviers, 1955.
- Lettres mêlées (1920-1966), de Joë Bousquet, André Breton, Herman Closson, Paul Colinet, René Crevel, Fernand Dumont, Paul Eluard, André Gide, Camille Goemans, Amande Hooreman, Paul Hooreman, Marcel Lecomte, Paul Magritte, René Magritte, Marcel Mariën, E. L. T. Mesens, Paul Nougé, Erik Satie, Louis Scutenaire, André Souris, Geert van Bruaene, Bruxelles, Les Lèvres nues, 1979, 72 pages

## Éléments de bibliographie
- Louis Scutenaire, « Pour prendre date », dans Bizarre, no 6, Paris, 1956, p. 29.
- Irène Hamoir, « Geert van Bruaene », dans Le Soir, Bruxelles, 23 juillet 1964.
- Louis Scutenaire, « Le cœur net », dans Rhétorique, no 12, Tilleur-les-Liège, août 1964[18].
- Patrick Waldberg, René  Magritte, suivi d'une bibliographie générale par André Blavier, Bruxelles, André de Rache, 1965, p.215-218.
- Rik Sauwen, Geert Van Bruaene, le petit homme du Rien, frontispice de Jane Graverol, Verviers, Temps mêlés no 105-106, 1970.
- Georges Thiry, Promenades dans les estaminets du cabaretier Van Bruaene, préface d’André Blavier, Liège, Yellow Now, 1985, p. 53 [nombreuses photographies, notamment de Marcel Dieu, Michel De Ghelderode, Robert Goffin, René Magritte, Marcel Mariën, E. L. T. Mesens, Jacques Lacomblez, Marcel Lecomte, Louis Scutenaire].
- Irène, Scut, Magritte & C°, Bruxelles, Musées royaux des beaux-arts de Belgique, 1996 [notamment « Gérard van Bruaene », p. 451-457].
- Henri-Floris Jespers, Geert van Bruaene, Bruxelles, Éditions Connexion, 2009, 36 p.
- Éric Min, « La Fleur en papier doré, un lieu de mémoire bruxellois », dans Bruxelles patrimoines, n° spécial « Journées du Patrimoines », Bruxelles, septembre 2019.

## Radio
- Christian Bussy, Gérard Van Bruaene et Paul Colinet, RTB, 1968.